# Pirae

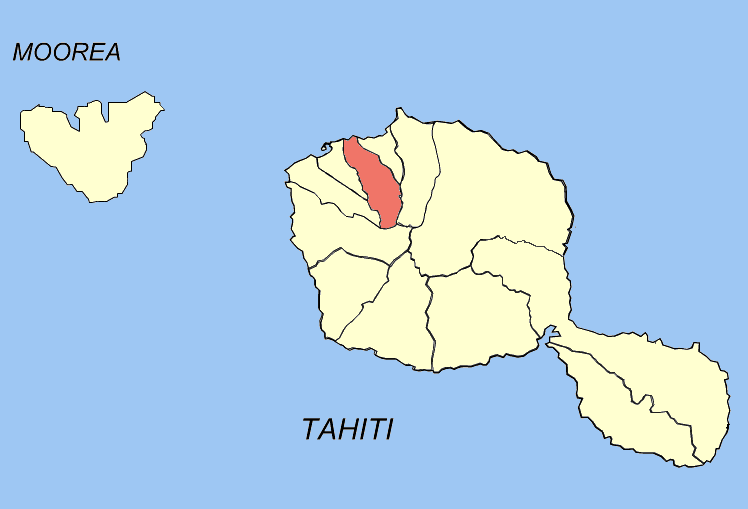
Lage der Gemeinde Pirae auf Tahiti

Pirae ist eine Gemeinde mit 14.068 Einwohnern (Stand: 2022) im Nordwesten der Insel Tahiti in Französisch-Polynesien, unmittelbar östlich von Papeete. Ihre Postleitzahl lautet 98716. Zur Infrastruktur gehören unter anderem ein Regionalspital, ein Markt, ein Postbüro und eine Grundschule.
Das Gemeindegebiet umfasst 35 km² und steigt vom Meeresspiegel zum Inselinneren auf eine maximale Höhe von 2066 m ü. M. an.

## Sport
Das Stade Pater Te Hono Nui, das Sportstadion der Stadt, kann 15.000 Zuschauer fassen. Dort wurde im Jahr 2000 die Fußball-Ozeanienmeisterschaft ausgetragen.